# Famille Pidoux (Jura, Mièges)
Pour les articles homonymes, voir Familles Pidoux.
La famille Pidoux est une famille originaire de Mièges dans le département du Jura.

## Histoire
Le lien avec la famille Pidoux originaire de Nozeroy dans le même département n'est pas établi.
Pierre-Marie Dioudonnat indique une famille subsistante du nom de Pidoux originaire de Mièges. Il écrit : « cette famille a pour auteur Jean-Pierre Pidoux, épicier et bourgeois, né en 1702 à Mièges (Jura). Elle obtint par jugement de 1921 l'autorisation de joindre à son patronyme le nom de : de la Maduère. Doit-on la considérer comme un rameau détaché de la branche ainée en 1613 fixé en Franche-Comté et inconnu des nobiliaires.

## Filiation
- Jean-Pierre Pidoux, épicier et bourgeois, né en 1702 à Mièges (Jura)[2] (né en 1702, il ne s'agit donc pas de Jean-Pierre Pidoux "écuyer et bourgeois de la ville de Saint-Claude", né après 1724 - année du mariage de ses parents Gilbert Pidoux et Céline du Tronchet-, qui s'établit à Orgelet (Jura) où il épousa Anne Claude Louvrier et mourut en 1786)[3].
- François Augustin Albin Pidoux († 1er janvier 1871 à Dole) percepteur à Morez (Jura), marié le 18 janvier 1844 à Anne Silvie Lacroix[2], dont :
  - Pierre Marie Pidoux (1844-1898), vice-président du conseil général du Jura, administrateur du comptoir d'escompte de Dole (Jura). Marié à Lucile Daloz[2], dont :
    - Pierre André Pidoux de La Maduère (Pierre André Pidoux de Maduère dit) (1878-1955) (fils du précédent), docteur en droit, juge au tribunal de Pontarlier, archiviste paléographe, membre de l’Académie des sciences, belles-lettres et arts de Besançon et de Franche-Comté, camérier d'honneur du pape Pie X. Il prit le nom Pidoux de Maduère, changement autorisé par jugement du tribunal civil de Dole du 2 mars 1921[4],[2]. Il épousa en 1902 à Marie Joséphine Jacqueline Jeanne Carol, dont :
      - Xavier Pidoux de La Maduère (François Xavier Laurent Pidoux de Maduère[5] dit) (1910-1977), homme politique français. Marié le 20 septembre 1938 à Madeleine Marguerite Françoise Marie Baills.